# Villarroya
Villarroya é um município da Espanha 
na província e comunidade autónoma de La Rioja, de área 11,72 km² com população de 9 habitantes (2004) e densidade populacional de 0,77 hab/km².

## Demografia
| Variação demográfica do município entre 1991 e 2004 | Variação demográfica do município entre 1991 e 2004 | Variação demográfica do município entre 1991 e 2004 | Variação demográfica do município entre 1991 e 2004 |
| --------------------------------------------------- | --------------------------------------------------- | --------------------------------------------------- | --------------------------------------------------- |
| 1991                                                | 1996                                                | 2001                                                | 2004                                                |
| 13                                                  | 9                                                   | 8                                                   | 9                                                   |